# Ann Catley

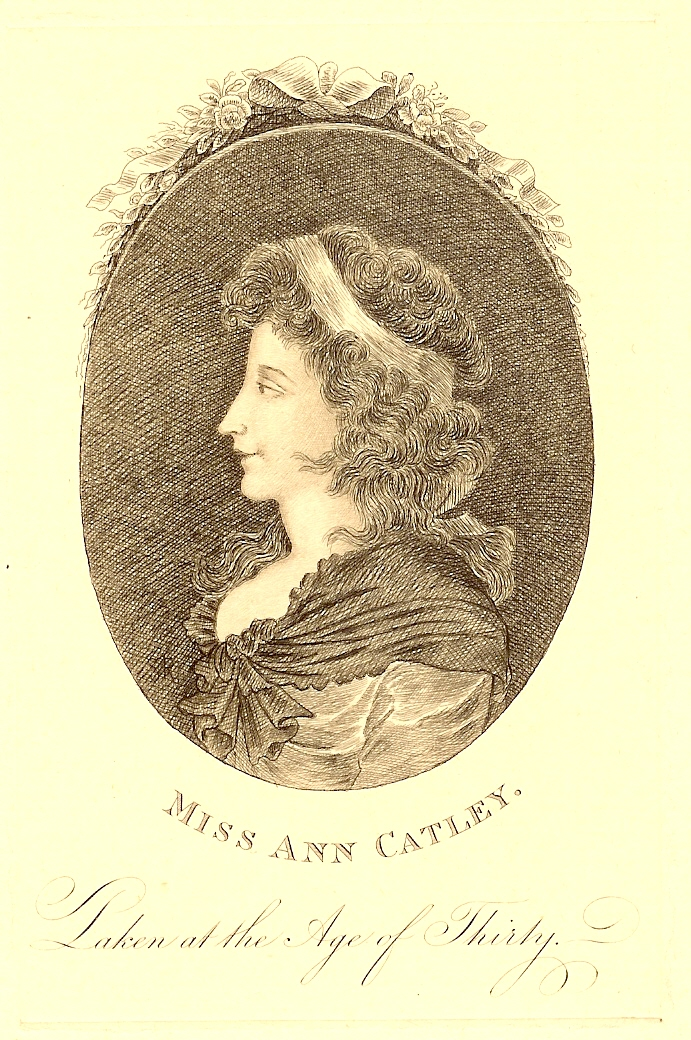
Ann Catley im Alter von 30 Jahren, anonyme Radierung 1775

Ann Catley (* 1745 in Tower Hill; † 14. Oktober 1789 in London) war eine britische Sängerin, Schauspielerin und Tänzerin.

## Leben
Ann Catley wurde 1745 in Tower Hill als Tochter eines Lohnkutschers und einer Wäscherin geboren. Später nahm sie den Namen ihres Lebensgefährten, des Dragonergenerals Francis Lascelle, an. Urkunden oder Belege der angeblich um 1780 erfolgten Heirat mit Lascelle wurden nie aufgefunden. Aus dem Umstand, dass der Nachlass nicht an den Ehemann, sondern direkt an die Kinder ging, kann eine Heirat nach britischem Recht ausgeschlossen werden.
Ann Catley fiel bereits 1755 durch ihr musikalisches und tänzerisches Talent auf. Ab 1760 wurde sie durch William Bates, einen professionellen im West-End London nachweisbaren Musiker, in Gesang und Tanz ausgebildet. 1763 trat Ann Catley erstmals in Covent Garden in London auf. Ihre eigentliche Karriere begann noch im gleichen Jahr im Smock Alley Theatre in Dublin, wo sie rasch zur angesagtesten Sängerin und Darstellerin avancierte: Ihre Kleidung und Frisur, genannt „Catleyfied“ wurden von der Gesellschaft kopiert. Zwischen 1770 und 1784 trat Ann Catley vorwiegend in Covent Garden auf. Der Rückzug von der Bühne war durch eine fortschreitende Tuberkuloseerkrankung bedingt, an der Ann Catley am 14. Oktober 1789 verstarb.
Ann Catley war wegen ihres ungeordneten Privatlebens und zahlreicher Beziehungen zu meist gesellschaftlich höherstehenderen Persönlichkeiten berüchtigt. Der Lebensgefährte Francis Lascelle erkannte die im Verlauf der Beziehung geborenen zehn Kinder an.

## Bühnenengagements
- 1763 Covent Garden, London : als „Sally“ in „Love makes a Man“
- 1763 Dublin: als „Polly“ in „The Beggars’ Opera“
- 1764 Smock Alley, Dublin: als „Polly“ und als „Macheath“ sowie als „Patty“ in „The maid of the Mill“
- 1765 Smock Alley: als „Polly“ und „Lucy“
- 1769 Smock Alley: als „Euphrosine“ in „Comus“ und als „Polly“
- 1770 Covent Garden: als „Rosetta“ in „Love in a Village“, „Leonora“ in „The Padlock“, „Jenny“ in „Lionel and Clarissa“, „Isabella“ in „The Portrait“ und „Rachel“ in „Jovial Crew“
- 1772 Smock Alley: als „Rosetta“, „Polly“ und als „Euphrosyne“
- 1772 Covent Garden: als „Rosetta“, „Leonora“ und „Polly“
- 1773 Covent Garden: als „Juno“ in „Golden Pippin“, „Euphrosyne“ und „Theaspe“ in „Achilles and Petticoats“
- 1774 Covent Garden: als „Lucy“ und „Rachel“
- 1775 Covent Garden: als „Harriet“ in „Two Misers“
- 1776 Covent Garden: als „Polly“, „Lucy“ und „Rachel“
- 1780 Covent Garden: als „Euphrosyne“, „Clara“ in „The Duenna“, „Lucy“, „Aunt Deborah“ und „Dorcas“ in „The Spanish Friar“
- 1781 Covent Garden: als „Fanny“, und „Macheath“
- 1782 Covent Garden: als „Margery“ in „Morning bride“